# Sainte-Suzanne (Ariège)
Sainte-Suzanne é uma comuna francesa na região administrativa de Occitânia, no departamento de Ariège. Estende-se por uma área de 10,39 km². Em 2010 a comuna tinha 241 habitantes (densidade: 23,2 hab./km²).